# Radiante

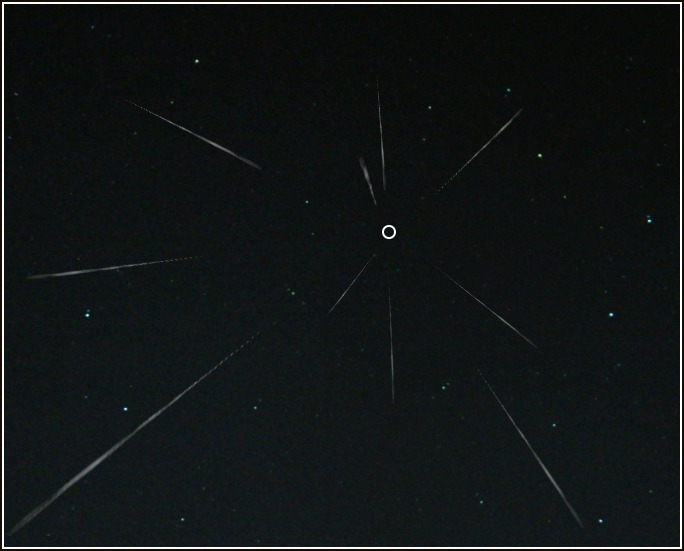
Imagem de uma chuva de meteoros, em que o radiante está indicado com a letra 'ᴏ'

O radiante de uma chuva de meteoros é um ponto no céu de onde (para um observador num planeta) os meteoros parecem originar. A nominação de uma chuva e meteoros pode estar associada à localização do radiante no céu. As Perseidas, por exemplo, têm seu radiante localizado na constelação de Perseus.
Um observador pode ver os meteoros em qualquer posição no céu, mas a direção de movimento, se rastreada, apontará para o radiante. Um meteoro que não aponta para o radiante de qualquer chuva de meteoros conhecida é conhecido como esporádico e não é considerado como componente de uma chuva.
A localização do radiante é um fator importante para a observação. Se o radiante está próximo ao horizonte, poucos ou nenhum meteoro deve ser visto. Isso ocorre porque apenas meteoros se movendo muito próximos a uma tangente da superfície terrestre.

## Causas
Uma chuva de meteoros é causada por detritos e poeira deixados no caminho de um cometa. Como os corpos componentes da chuva se movem aproximadamente numa mesma direção, os caminhos dos meteoros vistos na atmosfera apontam todos para a mesma direção do caminho do cometa.